# Tsuru Aoki

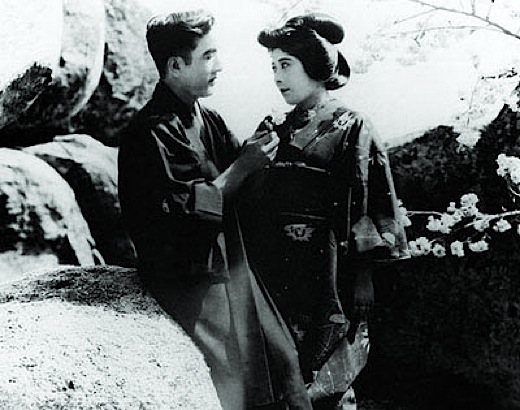
Tsuru Aoki en Sessue Hayakawa in The Dragon Painter (1919)

Tsuru Aoki (Japans: 青木 鶴子, Aoki Tsuruko) (Tokio, 9 september 1892 – aldaar, 18 oktober 1961) was een actrice van Japans-Amerikaanse komaf, vooral werkzaam in de periode van de stomme film.

## Leven en carrière
Aoki kwam als kind, in 1899 naar Californië, samen met het toneelgroep van haar oom en tante Sada Yacco op tournee. Na een aantal optredens in de VS werd Tsuru geadopteerd door Toshio (Hyosai) Aoki, die werkzaam was bij een krant in San Francisco. Ze ging door met optreden met haar oom en tante, en tegelijk nam ze dans en acteerlessen. In Los Angeles werkte ze bij de Japanese Theatre. Daar werd ze ontdekt door de film producent Thomas Ince. Haar eerste filmrol was in The Oath of Tsuru San (Majestic Pictures, 1913) tegenover William Garwood als hoofdrolspeler. In 1914, werkte ze voor O Mimi San, met haar toekomstige echtgenoot Sessue Hayakawa. Ze had Hayakawa al eerder dat jaar leren kennen op het toneel in Los Angeles. Ze trouwden op 1 mei 1914. Kort daarop kwam hun doorbraak film The Wrath of the Gods uit. In dit melodrama over een gemengd stel werd de andere hoofdrol vertolkt door Frank Borzage en portretteerde Aoki de Aziatische vrouw. Het echtpaar Hayakawa-Aoki maakten samen meer dan twintig films tot midden jaren 20. Onder de naam Aoki Tsuruko, heeft ze ook gespeeld in de Japanse film Sakura no Hikari (1920).

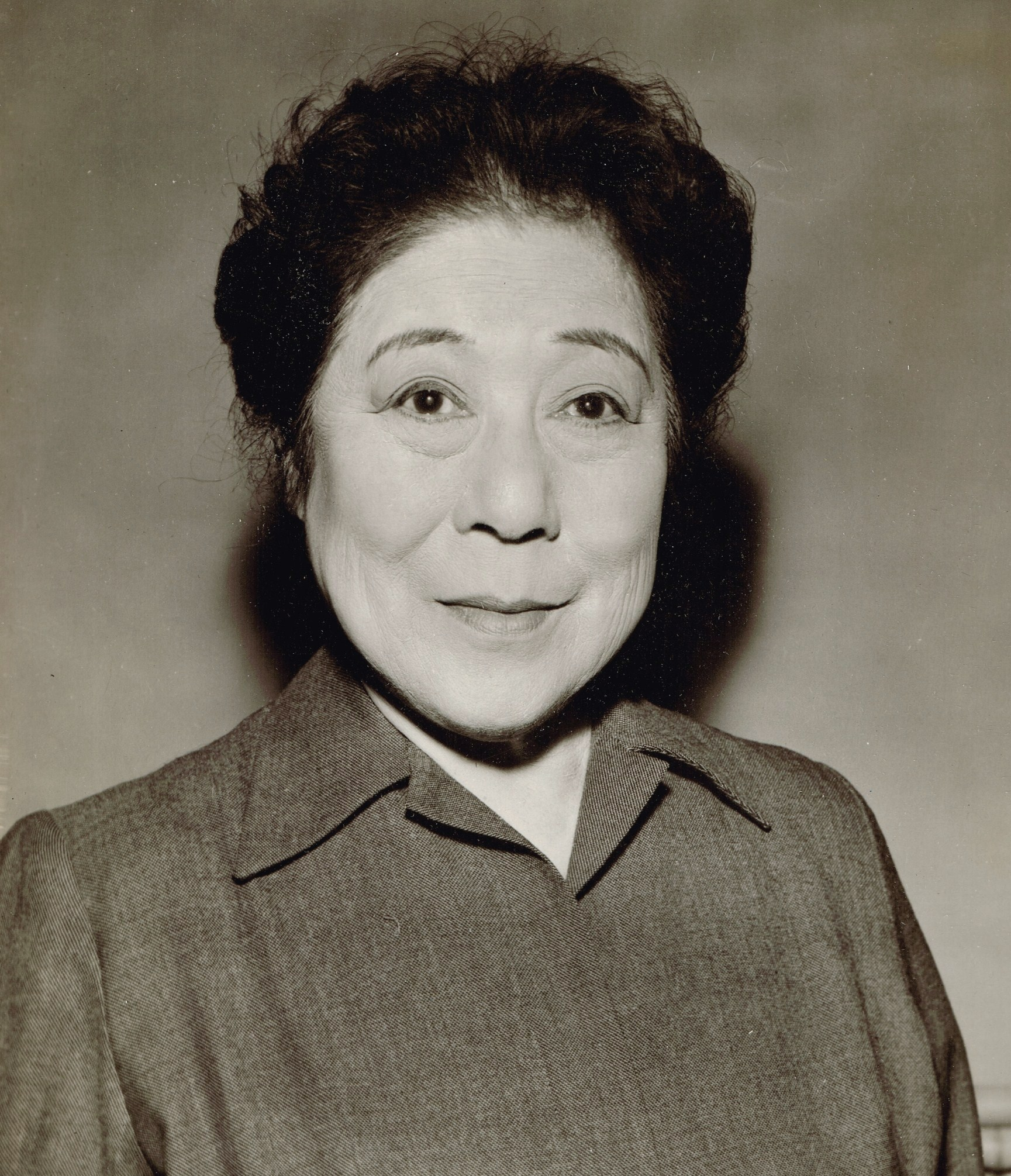
Tsuru Aoki in Hell to Eternity (1960)

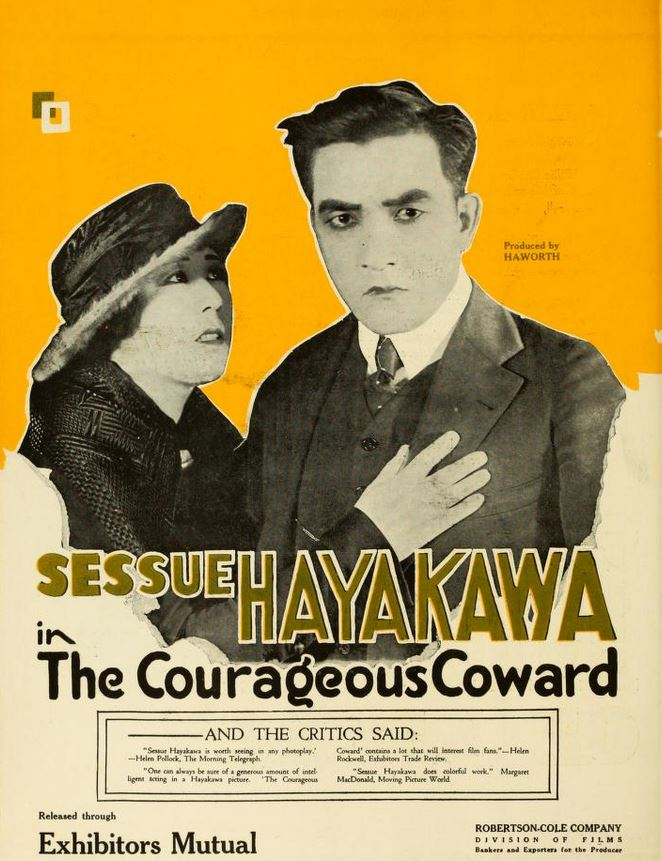
The Courageous Coward (1919)

## Filmografie
- The Oath of Tsuru San (1913)
- O Mimi San (1914)
- The Courtship of O San (1914)
- The Geisha (1914)
- Love's Sacrifice (1914)
- The Wrath of the Gods (1914)
- A Tragedy of the Orient (1914)
- A Relic of Old Japan (1914)
- Desert Thieves (1914)
- Star of the North (1914)
- The Curse of Caste (1914)
- The Village 'Neath the Sea (1914)
- The Death Mask (1914)
- The Typhoon (1914)
- Nipped (1914)
- The Vigil (1914)
- Mother of the Shadows (1914)
- The Last of the Line (1914)
- The Famine (1915)
- The Chinatown Mystery (1915)
- The Beckoning Flame (1915)
- Alien Souls (1916)
- The Honorable Friend (1916)
- The Soul of Kura San (1916)
- Each to His Kind (1917)
- The Call of the East (1917)
- The Curse of Iku (1918)
- The Bravest Way (1918)
- His Birthright (1918)
- A Heart in Pawn (1919)
- The Courageous Coward (1919)
- The Gray Horizon (1919)
- The Dragon Painter (1919)
- Bonds of Honor (1919)
- Locked Lips (1920)
- A Tokyo Siren (1920)
- The Breath of the Gods (1920)
- Screen Snapshots (1920-1921)
- Black Roses (1921)
- Five Days to Live (1922)
- Night Life in Hollywood (1922)
- La Bataille (The Danger Line) (1923)
- The Great Prince Shan (1924)
- Sen Yan's Devotion (1924)
- Hell to Eternity (1960)